# Предраг Бандић
Предраг Бандић (Београд, 24. јул 1968) је пензионисани бригадни генерал војске Србије и тренутни вршилац дужности помоћника министра за политику одбране.
Члан је Српске напредне странке од октобра 2023.

## Образовање
- Национални ратни колеџ, Универзитет националне одбране, САД (2008 – 2009)
- Генералштабна школа ВЈ (1998 – 1999)
- Ваздухопловна војна академија (1987 – 1991)
- Ваздухопловна општа средња војна школа (1983 – 1987)

### Усавршавања
- Личност будућности у области одбране“, Француска (2013)
- Виши командни курс / „Лидери у области трансформација“, Балтички колеџ одбране (2006)
- Курс о управљању и руковођењу у систему одбране, Одсек за управљање у области одбране и безбедносну анализу МО УК (2004)
- Курс енглеског језика у области војне терминологије, Колеџ Ст. Џон у Јорку, УК (2003)

## Досадашње дужности
- Војни представник Републике Србије при НАТО и ЕУ, Брисел, Белгија, (2017-2021)
- Командант 204. ваздухопловне бригаде, Батајница, (2011-2016)
- Начелник Одељења за операције (A-3) / Команда РВ и ПВО Војске Србије
- Начелник Одсека за ваздухопловну подршку / Команда РВ и ПВО Војске Србије
- Командант 172. ваздухопловне бригаде, Подгорица, (2004-2006)
- Командант 252. ловачко-бомбардерске авијацијске ескадриле, Батајница, (2001-2004)
- Заменик команданта 252. ловачко-бомбардерске авијацијске ескадриле, Батајница
- Командир авијацијског одељења у 242.лбае, Подгорица и 252.лбае, Батајница
- Пилот авиона и наставник летења у 242.лбае, Подгорица

## Напредовање
- бригадни генерал 2012. године

## Филмографија
| Год.  | Назив             | Улога     |
| ----- | ----------------- | --------- |
| 2013. | Војна академија 2 | командант |